# Roberto Ferrari (fäktare)
Roberto Ferrari, född 2 augusti 1923 i Rom, död 11 oktober 1996, var en italiensk fäktare.
Ferrari blev olympisk silvermedaljör i sabel vid sommarspelen 1952 i Helsingfors.